# 拉斯維加斯 (新墨西哥州)
拉斯維加斯（英語：Las Vegas）是美国新墨西哥州聖米格爾縣的縣治和最大城市，位於拉頓以南110英里，面積7.5平方英里，海拔高度6,424英尺（1,958），建於1835年，2020年人口13,166人。